# Георгий Флоровски
Гео̀ргий Васѝлиевич Флоро̀вски (на руски: Гео́ргий Васи́льевич Флоро́вский) е украински богослов и общественик.
Роден е на 9 септември (28 август стар стил) 1893 година в Одеса в семейството на свещеник, който е ректор на Одеската семинария. През 1916 година завършва филология в Новорусийския университет. При завладяването на Одеса от болшевиките през 1920 година заминава за България, а след това за Прага. Там преподава в Карловия университет, а от 1926 година – в Светосергиевския православен богословски институт в Париж. Началото на Втората световна война го заварва в Белград, където е принуден да остане до 1944 година, преди да се върне в Париж. След войната заминава за Съединените щати и преподава в Духовната семинария „Свети Владимир“ (1948 – 1955), Харвардския (1956 – 1964) и Принстънския университет (от 1964). Той се утвърждава като един от водещите богослови на руската емиграция и е сред основателите на икуменистичния Световен съвет на църквите.
Георгий Флоровски умира на 11 август 1979 година в Принстън.